# ISO 3166-2:LY
ISO 3166-2 données pour la Libye

## Mise à jour
```
ISO 3166-2:2003-09-05
```

## Municipalités (24)ar:shaʻbīyah
```
LY-AJ  
Ajdābiyā

LY-BU  
Al Buţnān

LY-HZ  
Al Ḩizām al Akhḑar

LY-JA  
Al Jabal al Akhdar

LY-JI  
Al Jifārah

LY-JU  
Al Jufrah

LY-KF  
Al-Koufrah

LY-MJ  
Al Marj

LY-MB  
Al Marqab

LY-QT  
Al Qaţrūn

LY-QB  
Al Qubba

LY-WA  
Al Wāḩah

LY-NQ  
An Nuqaţ al Khams

LY-SH  
Ash Shāţi'

LY-ZA  
Az Zāwiyah

LY-BA  
Banghāzī

LY-BW  
Banī Walīd

LY-DR  
Darnah

LY-GD  
Ghadāmis

LY-GR  
Gharyān

LY-GT  
Ghāt

LY-JB  
Jaghbūb

LY-MI  
Mişrātah

LY-MZ  
Mizdah

LY-MQ  
Murzuq
```